# Ekor Lubuk
Ekor Lubuk is een bestuurslaag in het regentschap Padang Panjang van de provincie West-Sumatra, Indonesië. Ekor Lubuk telt 1983 inwoners (volkstelling 2010).